# Jean-Baptiste Charcot
Jean-Baptiste Étienne Auguste Charcot, (Neuilly-sur-Seine, 15 de juliol de 1867 - en el mar a 30 milles al nord-oest de Reykjavik 16 de setembre de 1936) va ser un metge i explorador francès de les zones polars.

## Orígens
Era fill del metge Jean-Martin Charcot. Des de 1876 a 1885, assistí a l'École alsacienne, i practica molt els esports de boxa, rugbi, esgrima i la vela a Ouistreham.
Des de 1883 a 1887, va fer nombrosos viatges amb el seu pare a Gal·les, les illes Shetland, les illes Hèbrides, les Feroe, Islàndia, Jan Mayen, els Països Baixos, Espanya i el Marroc, i va avorrir els països massa càlids.
El 1891, viatjà a Rússia com a metge.
L'any 1896, es casà amb Jeanne Hugo, neta de Victor Hugo, qui s'havia divorciat de Léon Daudet. Va participar com jugador de rugbi als Jocs Olímpics de 1896.
En esport de vela va ser medalla de plata als Jocs Olímpics de l'any 1900.

## Expedicions a l'Antàrtida

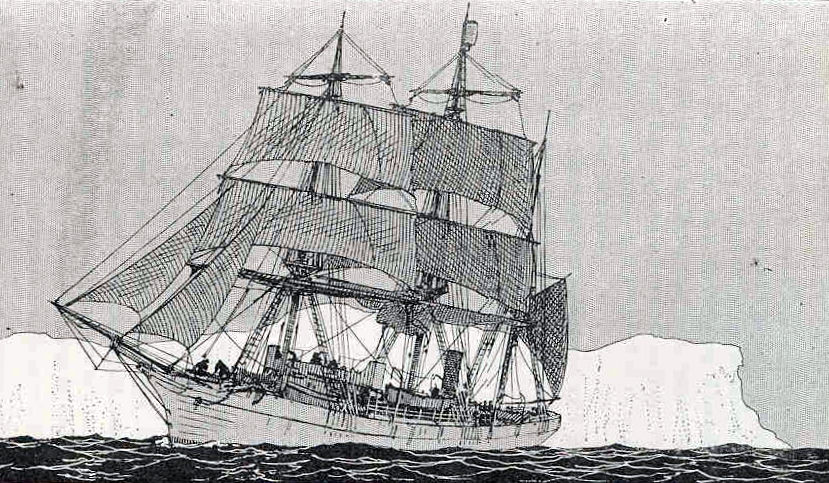
Gravat que representa el vaixell Pourquoi Pas ? IV.

Itinerari del Pourquoi Pas ? IV el 1908-10.

L'any 1903, va fer construir a Saint-Malo una goleta de tres pals de 32 metres anomenada Français i va organitzar la primera expedició francesa a l'Antàrtida que hivernà a l'illa Wandel el 1905, a la tornada es va divorciar i el 1907 es va tornar a casar amb la pintora Marguerite Cléry. Va fer construir un nou vaixell de 40 m d'exploració polar anomenat Pourquoi Pas ? IVequipat amb motor, tres laboratoris i una biblioteca.
L'agost de 1908 Charcot hivernà a l'illa Petermann, tornà el 1910 i confià les col·leccions de zoologia i botànica al Museu de Mònaco. Va descobrir l'illa Charcot. Va emmalaltir d'escorbut.

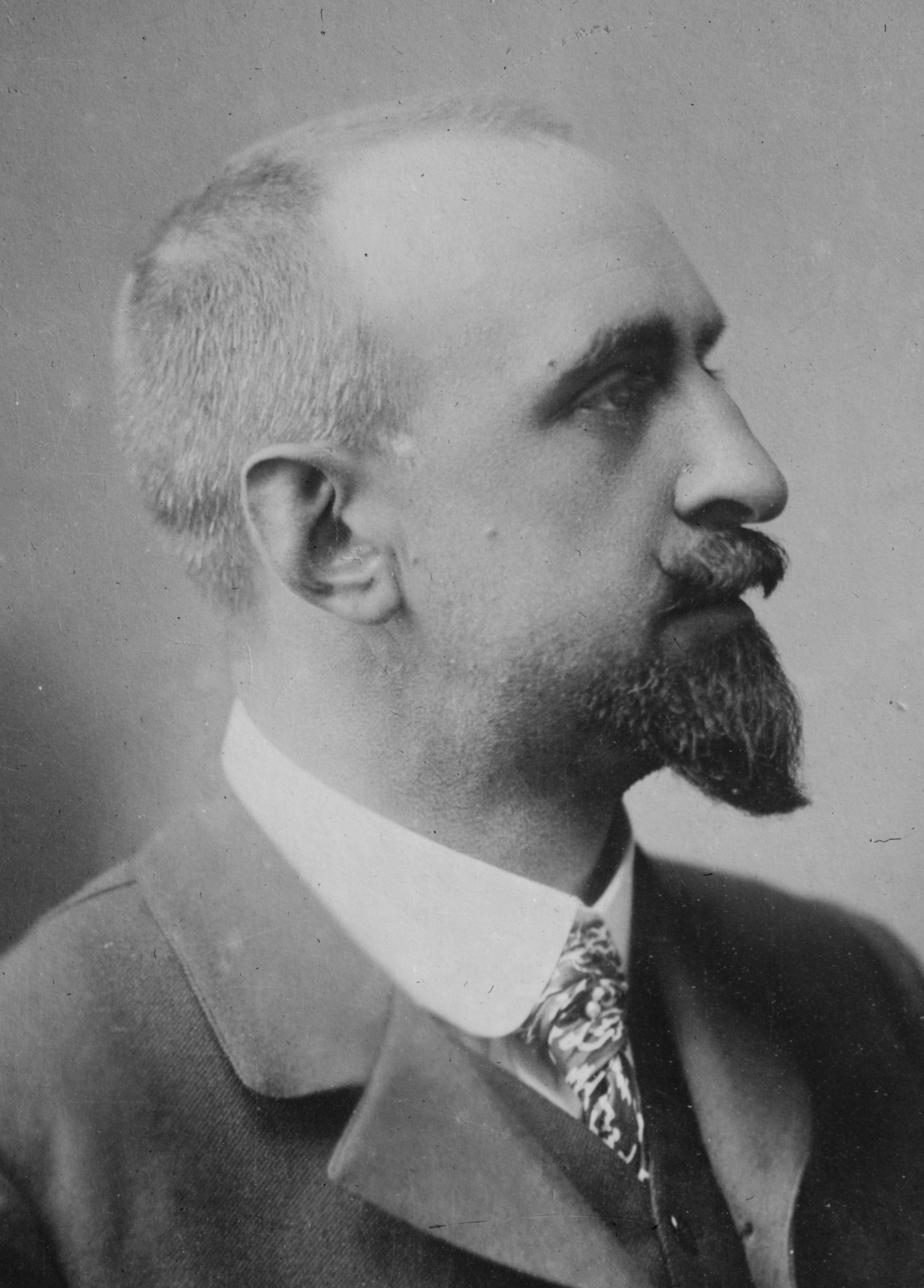
Jean-Baptiste Charcot

## Cap de les missions polars
A partir de l'any 1925, a causa de la seva edat avançada, ja no pot comandar el Pourquoi pas ?, però en restà a bord en qualitat de cap de les missions. Va fer moltes navegacions per l'Àrtida. El 1926, va ser elegit membre de l'Académie des sciences i se li confià una missió a la Terra de Jameson. Explorà la costa oriental de Groenlàndia i va recollir-ne molts fòssils i mostres d'insectes i de la flora.
El 1928, el Pourquoi Pas ? IV i el creuer Strasbourg (l'antic KMS Regensburg alemany) van anar a la recerca d'un gran hidroavió francès, un « Latham 47 », desaparegut al comandament de Roald Amundsen, el qual cercava al general italià Nobile, que dirigia el dirigible Italia cap al Pol Nord. Aquesta recerca va ser inútil.
A partir de 1930, ell va preparar l'Any polar internacional. Va instal·lar a Groenlàndia la missió etnogràfica dirigida per Paul-Émile Victor que durà un any a Angmagsalik.
El setembre de 1936, el Pourquoi Pas ? IV va fer una escala a Reykjavik. Partiren el 15 de setembre cap a Saint-Malo, però el vaixell enfrontà una violenta tempesta que destruí el vaixell i matà tota la tripulació excepte el mestre timoner Eugène Gonidec.
De Jean-Baptiste Charcot se'n va recuperar el cadàver i està enterrat a París, al cimetière de Montmartre, el 12 d'octubre de 1936 després de funerals nacionals fets a la catedral Notre-Dame de París.

## Homenatges
- El 1904, l'èxit de la seva expedició es va celebrar amb el xampany (Champagne) (« Mumm Cordon Rouge ». I l'empresa Mumm va editar pel centenari de l'expedició un coffret anomenat « Cordon Rouge Antartic » amb un xampany amb notes de llimona i poncem.
- Hi ha escoles amb el nom de Jean-Baptiste Charcot a Saint-Malo, Cherbourg, Lyon, Maule, i a Ouistreham. A més d'una escola al Marroc.[4]
- El centre de preparació militar marina(PMM) de Saint Malo/Dinard, que es va obrir el 1972, porta el nom de comandant Charcot. El banderí del centre té l'emblema del Pourquoi pas ?

### Obres

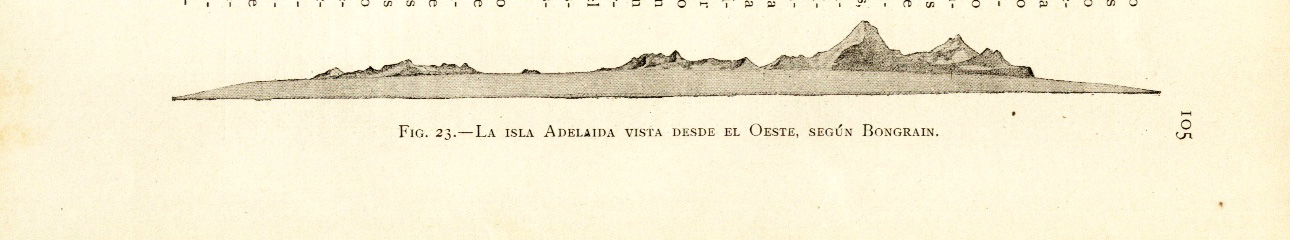
Croquis de l'illa Adelaida.